# Dolenčice
Dolenčice este o localitate din comuna Gorenja vas - Poljane, Slovenia, cu o populație de 73 de locuitori.